# Giuseppe Grezar
Giuseppe Grezar (Trieste, Italia, 25 de noviembre de 1918-Turín, 4 de mayo de 1949) fue un futbolista italiano. Se desempeñaba en la posición de centrocampista. Fue uno de los futbolistas que fallecieron en la Tragedia de Superga.

## Selección nacional
Fue internacional con la selección de fútbol de Italia en 8 ocasiones y marcó 1 gol. Debutó el 5 de abril de 1942, en un encuentro amistoso ante la selección de Croacia que finalizó con marcador de 4-0 a favor de los italianos.

## Clubes
| Club                   | País      | Año       |
| ---------------------- | --------- | --------- |
| Triestina Calcio       | Italia    | 1938-1942 |
| Torino F. C.           | Italia    | 1942-1943 |
| Ampelea Isola d'Istria | Eslovenia | 1944      |
| Torino F. C.           | Italia    | 1945-1949 |

## Palmarés

### Campeonatos nacionales
| Título      | Club         | País   | Año     |
| ----------- | ------------ | ------ | ------- |
| Serie A     | Torino F. C. | Italia | 1942-43 |
| Copa Italia | Torino F. C. | Italia | 1942-43 |
| Serie A     | Torino F. C. | Italia | 1945-46 |
| Serie A     | Torino F. C. | Italia | 1946-47 |
| Serie A     | Torino F. C. | Italia | 1947-48 |
| Serie A     | Torino F. C. | Italia | 1948-49 |